# Helmond Sport
El Helmond Sport es un club de fútbol neerlandés de la ciudad de Helmond. Fue fundado en 1967 y juega en la Eerste Divisie.

## Entrenadores
- Frans Debruyn (1967-1968)
- Jacques de Wit (1968-1972)
- René van Eck (1972-1974)
- Evert Mur (1974-1975)
- Ron Dellow (1975-1977)
- Harrie van Tuel (1977-1978)
- Jacques de Wit (1978-1979)
- Jan Notermans (1979-1983)
- Jan Brouwer (1983–86)
- Frans Körver (1989–92)
- Adrie Koster (1993–95)
- Louis Coolen (1996-01)
- Mario Verlijsdonk (2001–02)
- Jan van Dijk (2002–04)
- Ruud Brood (2004–06)
- Gerald Vanenburg (2006–07)
- Jan Poortvliet (2007–08)
- Jurgen Streppel (2008–11)
- Hans de Koning (2011–12)
- Eric Meijers (2012–13)
- Mario Verlijsdonk (2013–14)
- Jan van Dijk (2014-16)
- Mario Verlijsdonk (2016)
- Roy Hendriksen (2016–18)
- Rob Alflen (2018–19)
- Wil Boessen (2019-22)
- Sven Swinnen (2022)
- Tim Bakens (2022)
- Bob Peeters (2022-24)
- Adrie Bogers (2024)
- Kevin Hofland (2024-)

## Palmarés

### Torneos nacionales
- Eerste Divisie (1):1982